# Protobantu
El protobantu és el nom de la llengua hipotètica de la qual descendeixen totes les llengües bantus. Aquest idioma es parlava a la zona de l'actual Camerún fa uns 3000 anys, quan va començar la separació dels grups bantus en dues branques que van migrar en direccions diferents i el protobantu va separar-se d'altres llengües bantoides. Alguns estudiosos, tanmateix, consideren que és un cas de polifiletisme i que no hi havia una llengua única sino un grup d'idiomes propers que, a manca de documents, han fet pensar als comparatistes en un origen comú.
Es creu que el sistema de fonemes del protobantu era força reduït, amb preponderància dels sons oclusius en les consonants i set vocals diferents. Es tractava d'una llengua tonal amb un sistema nominal de classes que construïa els sintagmes amb cinc tipus diferents de concordança.
S'han identificat diferents prefixos (19) i un centenar de paraules de vocabulari quotidià, però encara resta molta feina comparativa per poder descriure el lèxic d'aquesta llengua.